# The 100 Greatest Guitarists of All Time
Der Artikel The 100 Greatest Guitarists of All Time (englisch für Die 100 größten Gitarristen aller Zeiten) ist ein 2003 von der US-amerikanischen Pop-Zeitschrift Rolling Stone erstmals veröffentlichter Artikel mit einem Ranking von 100 bekannten Gitarristen. Die mit Anmerkungen zu den Künstlern versehene Zusammenstellung enthält lediglich Gitarristen aus allen Genres der modernen Popularmusik, beispielsweise Pop, Blues und Rock; sonstige Gitarristen blieben unberücksichtigt.
Verwechslungsgefahr besteht mit einer anderen Liste, die der ehemalige Musik-Chefredakteur des Rolling Stone David Fricke im Jahr 2010 in einem Artikel mit dem Titel 100 Greatest Guitarists: David Fricke’s Picks veröffentlicht hat, die hier nicht behandelt wird. Ferner wurde 2023 eine auf 250 Einträge erweiterte Liste veröffentlicht.

## Verbreitung
Der Artikel mit seiner Rankingliste wird nicht nur in verschiedenen Biografien einzelner Gitarristen erwähnt, sondern wird auch in der Populärliteratur zur Zusammenstellung von Rankings einzelner Genres und zur Hervorhebung der Bedeutung einzelner Gitarristen innerhalb eines Genres herangezogen.
Unter den gelisteten Musikern finden sich nur zwei Frauen wieder. 92 Prozent der genannten Musiker stammen aus den USA oder Großbritannien.

## Vollständige Liste von 2003
| #   | Name               | Lebensdaten | Band(s)                                                                       |
| --- | ------------------ | ----------- | ----------------------------------------------------------------------------- |
| 001 | Jimi Hendrix       | 1942–1970   | The Jimi Hendrix Experience, Band of Gypsys                                   |
| 002 | Eric Clapton       | * 1945      | The Yardbirds, Bluesbreakers, Cream, Blind Faith, Derek and the Dominos, solo |
| 003 | Jimmy Page         | * 1944      | The Yardbirds, Led Zeppelin, solo                                             |
| 004 | Keith Richards     | * 1943      | The Rolling Stones                                                            |
| 005 | Jeff Beck          | 1944–2023   | The Yardbirds, solo                                                           |
| 006 | B. B. King         | 1925–2015   | solo                                                                          |
| 007 | Chuck Berry        | 1926–2017   | solo                                                                          |
| 008 | Eddie Van Halen    | 1955–2020   | Van Halen                                                                     |
| 009 | Duane Allman       | 1946–1971   | The Allman Brothers Band                                                      |
| 010 | Pete Townshend     | * 1945      | The Who                                                                       |
| 011 | George Harrison    | 1943–2001   | The Beatles, solo                                                             |
| 012 | Stevie Ray Vaughan | 1954–1990   | solo                                                                          |
| 013 | Albert King        | 1923–1992   | solo                                                                          |
| 014 | David Gilmour      | * 1946      | Pink Floyd, solo                                                              |
| 015 | Freddie King       | 1934–1976   | solo                                                                          |
| 016 | Derek Trucks       | * 1979      | Derek Trucks Band, The Allman Brothers Band, Tedeschi Trucks Band             |
| 017 | Neil Young         | * 1945      | Buffalo Springfield; Crazy Horse; Crosby, Stills, Nash and Young; solo        |
| 018 | Les Paul           | 1915–2009   | solo                                                                          |
| 019 | James Burton       | * 1939      | u. a. Elvis Presley, Frank Sinatra, Johnny Cash                               |
| 020 | Carlos Santana     | * 1947      | Santana, solo                                                                 |
| 021 | Chet Atkins        | 1924–2001   | solo                                                                          |
| 022 | Frank Zappa        | 1940–1993   | The Mothers of Invention, solo                                                |
| 023 | Buddy Guy          | * 1936      | solo                                                                          |
| 024 | Angus Young        | * 1955      | AC/DC                                                                         |
| 025 | Tony Iommi         | * 1948      | Black Sabbath                                                                 |
| 026 | Brian May          | * 1947      | Queen                                                                         |
| 027 | Bo Diddley         | 1928–2008   | solo                                                                          |
| 028 | Johnny Ramone      | 1948–2004   | Ramones                                                                       |
| 029 | Scotty Moore       | 1931–2016   | Elvis Presley                                                                 |
| 030 | Elmore James       | 1918–1963   | solo                                                                          |
| 031 | Ry Cooder          | * 1947      | solo                                                                          |
| 032 | Billy Gibbons      | * 1949      | ZZ Top                                                                        |
| 033 | Prince             | 1958–2016   | solo                                                                          |
| 034 | Curtis Mayfield    | 1942–1999   | solo                                                                          |
| 035 | John Lee Hooker    | 1917–2001   | solo                                                                          |
| 036 | Randy Rhoads       | 1956–1982   | Quiet Riot, Ozzy Osbourne                                                     |
| 037 | Mick Taylor        | * 1949      | The Rolling Stones, solo                                                      |
| 038 | The Edge           | * 1961      | U2                                                                            |
| 039 | Steve Cropper      | * 1941      | Booker T. & the M.G.’s, solo                                                  |
| 040 | Tom Morello        | * 1964      | Rage Against the Machine, Audioslave                                          |
| 041 | Mick Ronson        | 1946–1993   | solo, David Bowie, Ian Hunter                                                 |
| 042 | Mike Bloomfield    | 1943–1981   | The Butterfield Blues Band, solo                                              |
| 043 | Hubert Sumlin      | 1931–2011   | Howlin’ Wolf                                                                  |
| 044 | Mark Knopfler      | * 1949      | Dire Straits, solo                                                            |
| 045 | Link Wray          | 1929–2005   | solo                                                                          |
| 046 | Jerry Garcia       | 1942–1995   | Grateful Dead                                                                 |
| 047 | Stephen Stills     | * 1945      | Buffalo Springfield; Crosby, Stills, Nash & Young                             |
| 048 | Jonny Greenwood    | * 1971      | Radiohead                                                                     |
| 049 | Muddy Waters       | 1913–1983   | solo                                                                          |
| 050 | Ritchie Blackmore  | * 1945      | Deep Purple, Rainbow, Blackmore’s Night                                       |
| 051 | Johnny Marr        | * 1963      | The Smiths                                                                    |
| 052 | Clarence White     | 1944–1973   | Kentucky Colonels, The Byrds                                                  |
| 053 | Otis Rush          | 1935–2018   | solo                                                                          |
| 054 | Joe Walsh          | * 1947      | verschiedene Künstler, The Eagles, solo                                       |
| 055 | John Lennon        | 1940–1980   | The Beatles, solo                                                             |
| 056 | Albert Collins     | 1932–1993   | solo                                                                          |
| 057 | Rory Gallagher     | 1948–1995   | Taste, solo                                                                   |
| 058 | Peter Green        | 1946–2020   | Bluesbreakers, Fleetwood Mac, solo                                            |
| 059 | Robbie Robertson   | 1943–2023   | The Band, solo                                                                |
| 060 | Ron Asheton        | 1948–2009   | The Stooges                                                                   |
| 061 | Dickey Betts       | 1943–2024   | The Allman Brothers Band                                                      |
| 062 | Robert Fripp       | * 1946      | King Crimson                                                                  |
| 063 | Johnny Winter      | 1944–2014   | solo                                                                          |
| 064 | Duane Eddy         | 1938–2024   | solo                                                                          |
| 065 | Slash              | * 1965      | Guns N’ Roses, solo                                                           |
| 066 | Leslie West        | 1945–2020   | Mountain                                                                      |
| 067 | T-Bone Walker      | 1910–1975   | solo                                                                          |
| 068 | John McLaughlin    | * 1942      | verschiedene Künstler, solo                                                   |
| 069 | Richard Thompson   | * 1949      | verschiedene Künstler, solo                                                   |
| 070 | Jack White         | * 1975      | The White Stripes                                                             |
| 071 | Robert Johnson     | 1911–1938   | solo                                                                          |
| 072 | John Frusciante    | * 1970      | Red Hot Chili Peppers                                                         |
| 073 | Kurt Cobain        | 1967–1994   | Nirvana                                                                       |
| 074 | Dick Dale          | 1937–2019   | solo                                                                          |
| 075 | Joni Mitchell      | * 1943      | solo                                                                          |
| 076 | Robby Krieger      | * 1946      | The Doors                                                                     |
| 077 | Willie Nelson      | * 1933      | solo                                                                          |
| 078 | John Fahey         | 1939–2001   | solo                                                                          |
| 079 | Mike Campbell      | * 1950      | Tom Petty & the Heartbreakers, Fleetwood Mac                                  |
| 080 | Buddy Holly        | 1936–1959   | solo                                                                          |
| 081 | Lou Reed           | 1942–2013   | The Velvet Underground, solo                                                  |
| 082 | Nels Cline         | * 1956      | Banyan, Wilco                                                                 |
| 083 | Eddie Hazel        | 1950–1992   | Parliament, Funkadelic                                                        |
| 084 | Joe Perry          | * 1950      | Aerosmith                                                                     |
| 085 | Andy Summers       | * 1942      | The Police                                                                    |
| 086 | J Mascis           | * 1965      | Dinosaur Jr.                                                                  |
| 087 | James Hetfield     | * 1963      | Metallica                                                                     |
| 088 | Carl Perkins       | 1932–1998   | solo                                                                          |
| 089 | Bonnie Raitt       | * 1949      | solo                                                                          |
| 090 | Tom Verlaine       | 1949–2023   | Television                                                                    |
| 091 | Dave Davies        | * 1947      | The Kinks                                                                     |
| 092 | Dimebag Darrell    | 1966–2004   | Pantera                                                                       |
| 093 | Paul Simon         | * 1941      | Simon & Garfunkel, solo                                                       |
| 094 | Peter Buck         | * 1956      | R.E.M.                                                                        |
| 095 | Roger McGuinn      | * 1942      | The Byrds                                                                     |
| 096 | Bruce Springsteen  | * 1949      | solo                                                                          |
| 097 | Steve Jones        | * 1955      | Sex Pistols                                                                   |
| 098 | Alex Lifeson       | * 1953      | Rush                                                                          |
| 099 | Thurston Moore     | * 1958      | Sonic Youth, solo                                                             |
| 100 | Lindsey Buckingham | * 1949      | Fleetwood Mac                                                                 |